# Битківчик
Биткі́вчик — річка в Українських Карпатах, у межах Надвірнянського району Івано-Франківської області. Ліва притока Бистриці Надвірнянської (басейн Дністра).

## Опис
Довжина 11 км, площа басейну 29,6 км². Похил річки 25 м/км. Річка гірського типу. Долина вузька і глибока, у верхній течії заліснена. Річище слабозвивисте, з кам'янистим дном і перекатами; є невеликі водоспади.

## Розташування
Битківчик бере початок на захід від смт Битків, серед гір масиву Ґорґани. Тече спершу на північний схід, далі — переважно на схід, у пониззі — на південний схід. Впадає до Бистриці Надвірнянської навпроти західної околиці села Пнів.

## Цікаві факти
- На захід від смт Битків на річці розташований мальовничий водоспад Битківчик (висота - 2 м, тип - хвощ).